# 凯赖斯泰希·约瑟夫
凯赖斯泰希·约瑟夫（匈牙利語：Keresztessy József，1885年9月19日—1962年12月29日），生于布达佩斯，匈牙利男子竞技体操运动员。他曾获得1912年夏季奥运会体操比赛男子团体全能银牌。他于1962年在加拿大多伦多去世。